# Очень плохая училка
«О́чень плоха́я учи́лка» (англ. Bad Teacher) — американская комедия 2011 года режиссёра Джейка Кэздана с участием Кэмерон Диас, Джастина Тимберлейка и Джейсона Сигела.
Ленивая, некомпетентная учительница средней школы, которая ненавидит свою работу, своих учеников и коллег, вынуждена вернуться к преподаванию, чтобы заработать достаточно денег на операцию по увеличению груди, после того как  богатый жених бросил её.

## Сюжет
В начале фильма даётся краткая предыстория, показывающую школьную учительницу — Элизабет Холзи (Кэмерон Диас), работающую в средней школе имени Джона Адамса (JAMS). Ярко демонстрируется её холодность к педагогическому коллективу, а также к учащимся. Элизабет безалаберно проводит свой последний, как ей кажется, учебный год и, недолго думая, покидает опостылевшие школьные стены. Она возвращается к своему бойфренду-богачу, желая быстрее пойти под венец. Однако тот под давлением своей матери неожиданно даёт задний ход. Он расторгает с ней помолвку, и девушка вопреки прежним планам через три месяца возвращается в школу. 
Там она вынужденно знакомится с коллективом поближе: при знакомстве с коллегами Элизабет неожиданно обзаводится подругой Линн Дэвис (Филлис Смит) и вызывает явную неприязнь у одной из преподавательниц, лицемерной Эми Белковой (Люси Панч). Также она знакомится с новым учителем в штате — подменным преподавателем Скоттом Делакортом (Джастин Тимберлейк). Скотт может себе позволить эту не слишком доходную работу, так как принадлежит к классу «старых денег» — по сюжету его дед по матери создал швейцарский часовой бренд Jaeger-LeCoultre. Элизабет достаточно одного взгляда на новичка, чтобы вычислить, что он из состоятельной семьи, и она решает его заполучить.  
Чтобы добиться этого, ей необходимо проявить показные чувства, кроме того она одержима идеей-фикс сделать операцию по увеличению груди. Однако для этого необходимо раскошелиться ни много ни мало на 9300 долларов. Элизабет продолжает вести разгульный образ жизни, как и в прошлом году — ночью ходит по барам в поисках богатого мужа, а днём спит на занятиях, включив классу фильм на весь урок; не скрываясь курит марихуану на территории школы, хамит преподавателям и крайне холодно относится к окружающим. Время от времени к ней пытается подкатить школьный физрук Рассел Геттис (Джейсон Сигел), но она каждый раз даёт ему понять, что ей нужен кто-то побогаче. 
От старосты своего класса Саши Абернати Элизабет узнаёт, что на школьном субботнике с мойкой машин можно хорошо заработать — в прошлом году класс собрал 6000 $. На мойку она приезжает в откровенной одежде. Устроив из обычного школьного мероприятия полу-эротическое шоу, она привлекает множество клиентов и получает щедрые чаевые. Вместе с классом она зарабатывает почти 10 000 $ и забирает часть денег себе. Эми Белкова видит это и пытается подставить Элизабет, рассказав обо всём директору Уолли Снару, однако он ей не верит. Понемногу учительница копит деньги, крадя и сдавая на переработку жестяные банки из раздельного мусора, сдавая в комиссионку чужие вещи из школьного ящика потерь/находок и собирая с родителей своих учеников плату за «репетиторство». 
На рождественской дискотеке в школе Скотт признаётся Элизабет как подруге о том, что влюблён в Эми. Шокированная Элизабет, ожидавшая совсем не такого признания, «по секрету» говорит Скотту кучу гадостей об Эми под видом заботы о нём. 
Тем не менее, позже, во время выступления учительской рок-группы в баре, Скотт при всех посвящает Эми песню, что окончательно добивает Элизабет. Она высказывает своё возмущение Линн, но та советует ей не зацикливаться на Скотте, а сосредоточиться на работе и попробовать получить особую премию. После зимних каникул девушка забывает о наплевательском отношении к своей работе и ученикам. Теперь она стремится построить свой класс по струнке, и есть почему — классная руководительница, чей класс наберёт больше всего баллов за государственный общеобразовательный тест, получит кругленькую сумму в 5700 долларов.
Сначала она пытается наверстать школьную программу и натаскать класс на тесты, не брезгуя непедагогичными методами и не сдерживаясь при высказывании личностных оценок ученикам. Понимая, что многое уже упустила и шансов вытянуть класс на высший балл честным путём практически нет, Элизабет в итоге идёт на обман. Она притворяется журналисткой и назначает встречу сотруднику из департамента образования, чтобы взять интервью и ненароком заранее увидеть ответы на тест. Девушка спаивает чиновника и похищает у него ответы на общеобразовательный тест. После экзаменов семиклассники бьют рекорды по результатам во всём штате, и Элизабет получает премию, чем вызывает ещё большую ненависть и зависть у Эми. Белкова не оставляет попыток подставить учительницу и начинает выяснять подробности методов её преподавания у старосты класса Элизабет Саши в надежде зацепиться хоть за какой-нибудь прокол. Но даже после обнаружения неприятных подробностей о жизни мисс Холзи, в том числе о курении марихуаны, попытки Эми донести директору остаются тщетными. Тем временем Элизабет уже в клинике, вносит плату за долгожданную операцию.   
Через неделю Элизабет натирает листком ядовитого плюща одно из яблок на учительском столе Эми, из-за чего та покрывается волдырями и вынуждена остаться дома. Элизабет вызывается вместо неё поехать сопровождающей на экскурсию со Скоттом, для неё это шанс сблизиться с ним. В итоге ей это удаётся, и они занимаются петтингом, девушка включает телефон Скотта и звонит Эми по громкой связи, та всё слышит. В гневе Эми ещё больше начинает подозревать мисс Холзи в подтасовке результатов экзаменов и идёт на отчаянный шаг: она перетаскивает учительский стол Элизабет в свой класс и вскрывает его, сказав школьному слесарю, что потеряла ключи от него. В ящике она находит брошюру с тестами, у которой оторван уголок обложки. Сверив брошюру со своей копией, она понимает, что на уголке указан адрес департамента образования, и оторван он не зря. Она находит сотрудника образования, расспрашивает его об Элизабет и понимает, что всё было подстроено. Заручившись обещанием чиновника подтвердить всю историю, она идёт к Уолли.  
В поездке Элизабет налаживает атмосферу в классе, помогает неудачливому робкому Гаррету Тиара избежать позора с признанием в любви первой красавице класса Чейз Рубин-Росси. Сама же Элизабет начинает проникаться чувствами к Расселу, который на самом деле остроумен и неглуп. На контрасте Скотт, несмотря на имидж «хорошего парня», глуповат, конформен, поверхностен и имеет размытые моральные принципы.  
На экскурсию является Эми, чтобы пригрозить Элизабет скорой разборкой в кабинете директора по поводу теста и обвинить её в интрижке со Скоттом. Тот униженно признаёт, что был слишком доверчив и позволил Элизабет обвести его вокруг пальца, то есть перекладывает на неё всю ответственность за свою измену.  
Элизабет не теряет время зря, она связывается с чиновником образования и шантажирует его голыми снимками, которые предусмотрительно сделала у него в кабинете. Наутро перед директором в присутствии полицейского инспектора и Эми Белковой госслужащий заявляет, что никогда не видел Элизабет. Тогда Эми, основываясь на показаниях Саши, намекает на то, что «кое-кто» в их школе принимает наркотики. Инспектор вызывает кинологов, но собаки, к удивлению Белковой, идут в её класс. Полиция обыскивает кабинет учительницы и обнаруживает в «столе Эми» ящик с двойным дном, а в нём наркотики, после чего Белкову арестовывают. 
В конце учебного года Эми Белкова увольняется и переходит в худшую школу штата. Будучи прирождённым учителем, она довольна тем, что её энергия будет направлена в конструктивное русло, и не может дождаться встречи с новыми учениками. Скотт остаётся в JAMS, и для него это означает, что они с Эми автоматически расстались. Он тут же переключается на Элизабет и предлагает начать знакомство и отношения с чистого листа, но та отвечает отказом. Неожиданно для самой себя она обнаруживает в себе симпатию к физруку Расселу, через месяц они съезжаются. В новый учебный год Элизабет входит, так и не сделав операцию по увеличению груди. Зато она находит своё призвание и становится завучем по воспитательной части на постоянной основе. 

## В ролях
| Актёр              | Роль                                             |
| ------------------ | ------------------------------------------------ |
| Кэмерон Диас       | Элизабет Холзи учитель литературы                |
| Джастин Тимберлейк | Скотт Делакорт учитель математики                |
| Джейсон Сигел      | Рассел Геттис учитель физической культуры        |
| Люси Панч          | Эми Скуиррел/Белкова                             |
| Филлис Смит        | Линн Дэвис подруга Элизабет                      |
| Джон Майкл Хиггинс | Уолли Снар директор школы                        |
| Джиллиан Арменанте | мисс Павишик                                     |
| Мэттью Дж. Эванс   | Гаррет Тиара                                     |
| Кейтлин Девер      | Саша Абернати староста класса                    |
| Эрик Стоунстрит    | Кёрк сосед по комнате Элизабет                   |
| Нат Факсон         | Марк бывший жених Элизабет                       |
| Стефани Фэраси     | миссис Пабиш                                     |
| Кэтрин Ньютон      | Чейс Рубин-Росси                                 |
| Ноа Манк           | Тристан                                          |
| Томас Леннон       | Карл Халаби чиновник из департамента образования |

## Отзывы
Фильм получил смешанные отзывы критиков. На Rotten Tomatoes положительными оказались 45 % рецензий. На Metacritic средний рейтинг фильма составляет 47 баллов из 100 на основе 38 рецензий.

## Сиквел и ТВ-сериал
20 июня 2013 года Sony объявила о том, что работает над фильмом «Очень плохая училка 2». Компания наняла Джастина Малена в качестве сценариста, Ли Эйзенберг и Джин Ступницкий, работавшие над сценарием первого фильма, выступят в роли продюсеров. Джейк Кэздан занял место режиссёра.
23 мая 2013 года CBS объявила о запуске сериала «Очень плохая училка», по мотивам полнометражного фильма. Премьера состоялась 24 апреля в 21:30, но после того, как было показано 5 эпизодов сериала, его сняли с эфира. Однако в июле того же года на канале CBS были показаны оставшиеся эпизоды.